# Camaro Cup 2009
Camaro Cup 2009 var 2009 års säsong av det svenska racingmästerskapet Camaro Cup.

## Tävlingskalender
- 1–2 maj Mantorp Park (Premiär)
- 5–6 juni Göteborg (Stadslopp)
- 26–27 juni Ring Knutstorp
- 10–11 juli Falkenbergs Motorbana (Västkustloppet)
- 28–29 aug Våler (Norge)
- 25–26 sep Mantorp Park (Final)

## Team och förare
| Nr | Förare                    | Team                     |
| -- | ------------------------- | ------------------------ |
| 2  | Jonny Gustavsson          | Eljas motorsport         |
| 4  | Hampus Lindkvist          | Hampus Lindkvist         |
| 6  | Richard Berggren          | Bryntesson Motorsport    |
| 9  | Richard Zetterström       | Richard Zetterström      |
| 11 | Frederick Bylund          | Team Bylund              |
| 13 | Felix Körling             | Team Bylund              |
| 18 | Mårten Hansen             | Team Bålsta Släpet       |
| 20 | Christian Nilsson         | Team Cash Nilsson        |
| 21 | Jan Nilsson               | Team Cash Nilsson        |
| 31 | Leif Gåije                | Gåije Racing             |
| 33 | Jonas Nilsson             | JN-motorsport            |
| 35 | Mikael Granberg           | Fini-Granberg Motorsport |
| 37 | Ole Martin Lindum         | Lindum-Kongsrud Racing   |
| 39 | Bernard Kongsrud          | Lindum-Kongsrud Racing   |
| 40 | Daniel Andersson          | Eljas motorsport         |
| 43 | Marcus Lundström          | Lundström Motorsport     |
| 45 | Jörgen Eriksson           | Rättviks Racing          |
| 49 | Kjell Folkesson           | Björkviks MC             |
| 52 | Tommie Eliasson           | TeamX3M                  |
| 57 | Daniel Svensson           | Lundström Motorsport     |
| 66 | Magnus "Kroken" Krokström | Bryntesson Motorsport    |
| 69 | Anders Brofalk            | Bryntesson Motorsport    |
| 73 | Stefan Jacobsson          | Prema Motorsport         |
| 74 | Johan Klahr               | Johan Klahr              |
| 76 | Görgen Ohlsson            | Team 76                  |
| 77 | Mikael Wärn               | MPW Racing               |
| 86 | Freddie Magnusson         | Freddie.se Motorsport    |
| 96 | Gästbil                   | Bryntesson Motorsport    |
| 99 | Niklas Johansson          | Nice Engineering         |